# Chloé Bulleux
Chloé Bulleux (Annecy, 18 de novembro de 1991) é uma handebolista profissional francesa, atua como ponta-direta medalhista olímpica.

## Carreira
Chloé Bulleux fez parte do elenco medalha de prata na Rio 2016.